# 霍瑙斯科格爾山

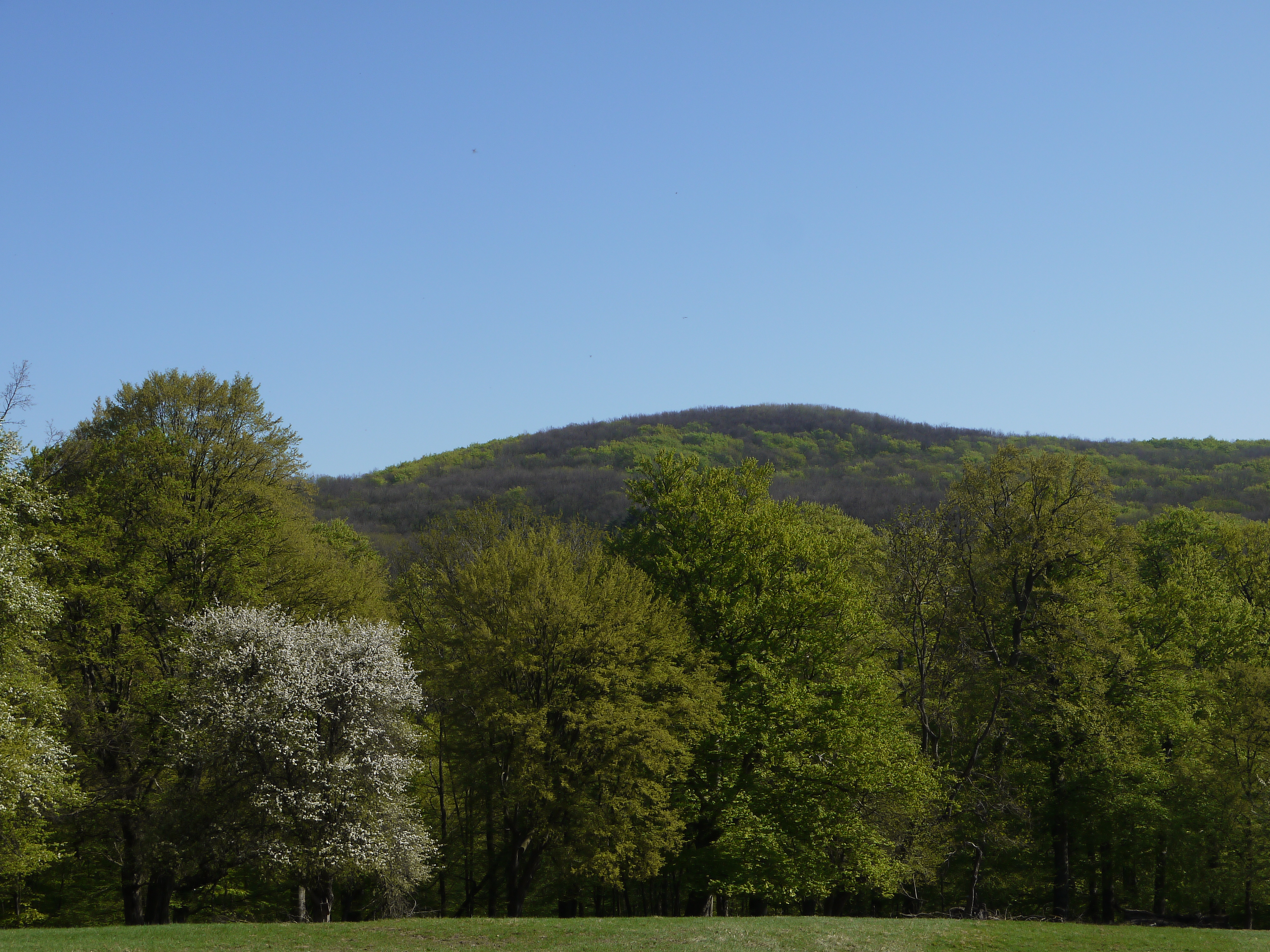

48°10′11″N 16°12′40″E / 48.16972°N 16.21111°E
霍瑙斯科格爾山（德語：Hornauskogel），是奧地利的山峰，位於該國東北部，由維也納負責管轄，屬於維也納林山的一部分，距離卡爾特布林德爾貝格山0.4公里，海拔高度500米，每年平均降雨量904毫米。